# Sericobracon arimaensis
Sericobracon arimaensis är en stekelart som beskrevs av Shaw 1985. Sericobracon arimaensis ingår i släktet Sericobracon och familjen bracksteklar. Inga underarter finns listade i Catalogue of Life.